# Gare d'Onomichi
La gare d'Onomichi (尾道駅, Onomichi-eki) est une gare ferroviaire de la ville d'Onomichi, dans la préfecture de Hiroshima au Japon. Elle est exploitée par la JR West.

## Situation ferroviaire
La gare d'Onomichi est située au point kilométrique (PK) 221,8 de la ligne principale Sanyō.

## Histoire
La gare a été inaugurée le 3 mars 1891.

## Service des voyageurs

### Accueil
La gare dispose d'un bâtiment voyageurs, avec guichets, ouvert tous les jours.

### Desserte
- Ligne principale Sanyō :
  - voie 1 : direction Mihara et Hiroshima
  - voies 2 et 3 : direction Fukuyama et Okayama